# 吉普賽爵士
吉普賽爵士（或稱搖擺吉普賽爵士）是一種爵士樂演奏風格，多數人認為由金格·萊恩哈特於1930年期間開創了這種樂風。吉普賽爵士的發跡與法國息息相關，許多人也稱其為"Jazz Manouche"（譯為吉普賽爵士），即便在英文裡也是這樣稱呼。這個詞現在普遍指稱這種音樂風格。
金格被認為是1930年到1950年間，活躍於巴黎的羅姆吉他四重奏中的靈魂人物，這個四人樂團由金格、Baro兄弟和金格的兄弟約瑟夫·萊恩哈特（Joseph Reinhardt）組成。
許多這種樂風的演奏家，同時也是當時著名的馬賽特樂團中的一員。馬賽特風格的華爾滋對吉普賽爵士影響深遠。金格將大量暗悔的半音階與當時的搖擺樂結合，成為他的個人特色。這樣的結合使吉普賽爵士備受討論。此外，金格的演奏手法更奠定了現代吉普賽爵士吉他的基礎。金格所屬最著名的爵士樂團Quintette du Hot Club de France，也讓爵士小提琴手Stéphane Grappelli聞名於世。

## 樂器與演奏者
Quintette du Hot Club de France最初沒有鼓手，並以木吉他作為主導樂器。吉他和小提琴是主要的獨奏樂器，不過單簧管、曼陀林和手風琴也常在獨奏中出現，並用節奏吉他特別的節奏手法"la pompe"來取代爵士鼓。大多數的吉普賽爵士吉他手，無論是主奏或節奏吉他手，都使用為金格量身定做的Selmer-Maccaferri吉他。
吉普賽爵士的樂團，通常由主奏吉他、小提琴、兩個節奏吉他和貝斯組成。不管是大型的現場演出，小型的非正式即興演出，或如每年在法國北部的薩穆瓦敘爾塞納舉辦的「金格·萊恩哈特音樂節」中演出的樂團，都忠於樂器原音的呈現。
東方的吉普賽爵士樂中，節奏部的樂器通常是一或兩個辛巴龍（一種匈牙利樂器），或一個辛巴龍加上一把木吉他，可能再加上一組爵士鼓，並由低音提琴當作基底。

## 演奏技巧

### 節奏

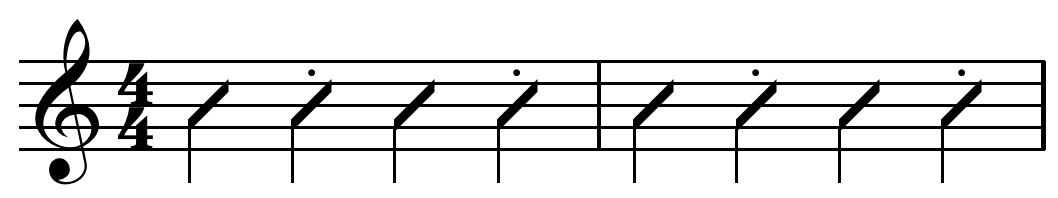
La Pompe.

吉普賽爵士樂中的節奏吉他，使用一種特別的掃弦技巧"la pompe"（即泵浦）。這類節奏形態與藍草音樂（一種美國民俗音樂）中的"boom-chick"相似，而這種節奏讓人有快速搖擺的感覺，因為其重點拍落在第二和第四拍。這種節奏也是搖擺樂中一項重要的特色。彈奏時，掃撥弦的那手不會掃到最高弦，並快速地以「上下下」的模式刷奏。無論該首曲目的節拍速度多快，前兩下的「上下」必須非常快速。這與古典樂中的裝飾音很類似，儘管古典樂中彈奏的都是完整的和弦。通常由兩位以上的吉他手彈奏節奏部。

### 和聲
這種風格的彈奏技巧還有一個重點，就是和弦按弦的指法是以金格的手為基礎（金格在一場意外中失去了兩隻手指）。在吉普賽爵士中，通常使用大調七和弦、大調六和弦與九和弦，標準的封閉和弦並不常見，標準的大和弦與小和弦也幾乎不會用到。在吉普賽爵士中，即便原曲是大調，在重配和弦時也會呈現小調的情緒，比如用小六和弦取代屬七和弦。屬七和弦也會被低八度的九度音和13度音取代。

### 主奏
吉普賽爵士的主奏風格，以包含大量半音裝飾音的琶音為主，比如波音和顫音[6]。其特徵是在連續琶音前，有像倚音的半音裝飾音。其他的主奏風格包括震音和吉他的推弦、小提琴的斷音、悶音、泛音、八度音和雙音等。
吉他的琶音通常是從低把位的低音弦，以對角線的方向彈到高把位的高音弦。通常在同一弦上，這樣的琶音不會有兩個以上的雙音，因為金格按弦的那隻手，只有兩指可以自由運用。
除了琶音，常用的音階還有半音階、旋律小調、多利安調式（Dorian）和八聲音階。
半音階時常快速地掃過一個以上的八度，其中一項特色技巧是滑音：按弦時在同一弦上滑動，並精準地用顫音表現各個音，以發出快速又富有技巧的樂音。另一項廣用的吉普賽爵士吉他技巧，是在各種轉位中，緊密相連的減七和弦應用。減七和弦的琶音也會用在屬七和弦的琶音中（舉例來說，彈奏A7時，同時彈C#為根音的減七音階，為這個屬七和弦營造出A7b9的聲音）。吉他手通常用佛朗明哥式的和弦排列，為旋律增添色彩，以編出變化多端的獨奏。
吉普賽爵士的撥片彈奏技巧，通常被認為與經濟撥弦類似。同一弦上的音用交替撥弦彈奏，但在跨弦時，會維持同樣的方向，並進一步使用止弦的技巧。比如從G弦轉換到B弦時，撥片會順勢貼在E弦上。這樣的撥片彈奏技巧增強了音量與速度。

## 演奏曲目
吉普賽爵士中有自己一套的演奏標準，與主流爵士樂的標準大相逕庭。不過現代的樂團，可能將這種風格引用到幾乎任何類型的曲目中。
標準的吉普賽爵士曲目包括1920和1930年代的熱門爵士曲目，如「萊姆豪斯藍調」和「黛納」；還有馬賽特風格中的華爾滋，如金格創作的「Nuages」和「Swing 42」；也包含其他知名吉普賽爵士作曲家的作品，以及改編的吉普賽歌曲，如「Dark Eyes」。
大部分的曲目都是小調，並大量使用多利安調式與和聲小調，因此有明顯暗沉的音色和調式的色彩，與節奏輕快和活潑的演奏風格截然不同。金格最知名的創作之一「Minor Swing」就是一個例子。較慢的曲目與二重奏可能會運用彈性節奏和富異國色彩的和聲技巧。

## 教學方式
第一代的吉普賽爵士樂手，運用「吉普賽式」的學習法，包括高強度的練習、直接模仿樂手前輩（通常是他們的家人），和靠記憶彈奏而非看譜，很少接受正式的音樂訓練（或是任何種類的正規教育）。大約從1970年代開始，工作坊、書和影音資源開始被廣泛地運用在教育上，讓世界各地的音樂家可以駕馭這種曲風。近年來，甚至有"Power Tab Editor"和"Band-in-a-Box"這類音樂軟體的出現。有些有名的吉普賽爵士吉他手，並不是羅姆人，包含John Jorgenson、Andreas Öberg、Frank Vignola和George Cole。巡迴的吉普賽爵士樂手，通常表演之餘還會舉辦工作坊。有些樂手有編著教材，如Martin Norgarrd、Tim Kliphuis、Andreas Öberg、Ian Cruickshank、Robin Nolan、Denis Chang、Michael Horowitz、Daniel Givone和Patrick "Romane" Leguidcoq。

## 現代的吉普賽爵士
吉普賽爵士的大部分的聽眾和樂手都在歐洲，因為這是它的發跡地。Tim Kliphuis、Stochelo Rosenberg、Biréli Lagrène、Paulus Schäfer、Joch Stephan、Robin Nolan和Angelo Debarre，算是當代最有名的樂手了。美國的吉普賽爵士樂團和演奏家，包含Pearl Django、John Jorgensen Quintet、Frank Vignola、George Cole和Gonzalo Bergara 四重奏。
吉普賽爵士的樂團，通常由主奏吉他、小提琴、兩個節奏吉他和貝斯組成。不管是大型的現場演出，小型的非正式即興演出，或如每年在法國北部的薩穆瓦敘爾塞納舉辦的「金格·萊恩哈特音樂節」中演出的樂團，都忠於樂器原音的呈現。

### 澳洲
在澳洲的布里斯本，有個一年一度的吉普賽爵士音樂節，叫做OzManouche。這個音樂節從2006年開始舉辦，出演樂手包含Hank Marvin、Andreas Oberg和來自努美阿的Michel Trabelsi。
貝林根爵士音樂節每年在新南威爾士州舉辦。

### 比利時
金格在比利時的利伯西斯出生，因此當地每年會舉辦利伯西斯金格音樂節，來緬懷金格。許多當代的樂手，如被查尔斯·明格斯稱為「小金格」的Philippe Catherine，以及Fapy Lafertin也來自比利時。

### 巴西
在巴西也有吉普賽爵士樂手，如Mauro Albert、Bina Coquet、Hot Club de Piracicaba、Flávio Nunes、Jazz Cigano五重奏、Tigres Tristes和Hot Jazz Club。

### 加拿大
加拿大的吉普賽爵士樂團，包含Gypsophilia、Mishra's Dream、The Lost Fingers、Django Libre和Les Petits Nouveaux。

### 法國

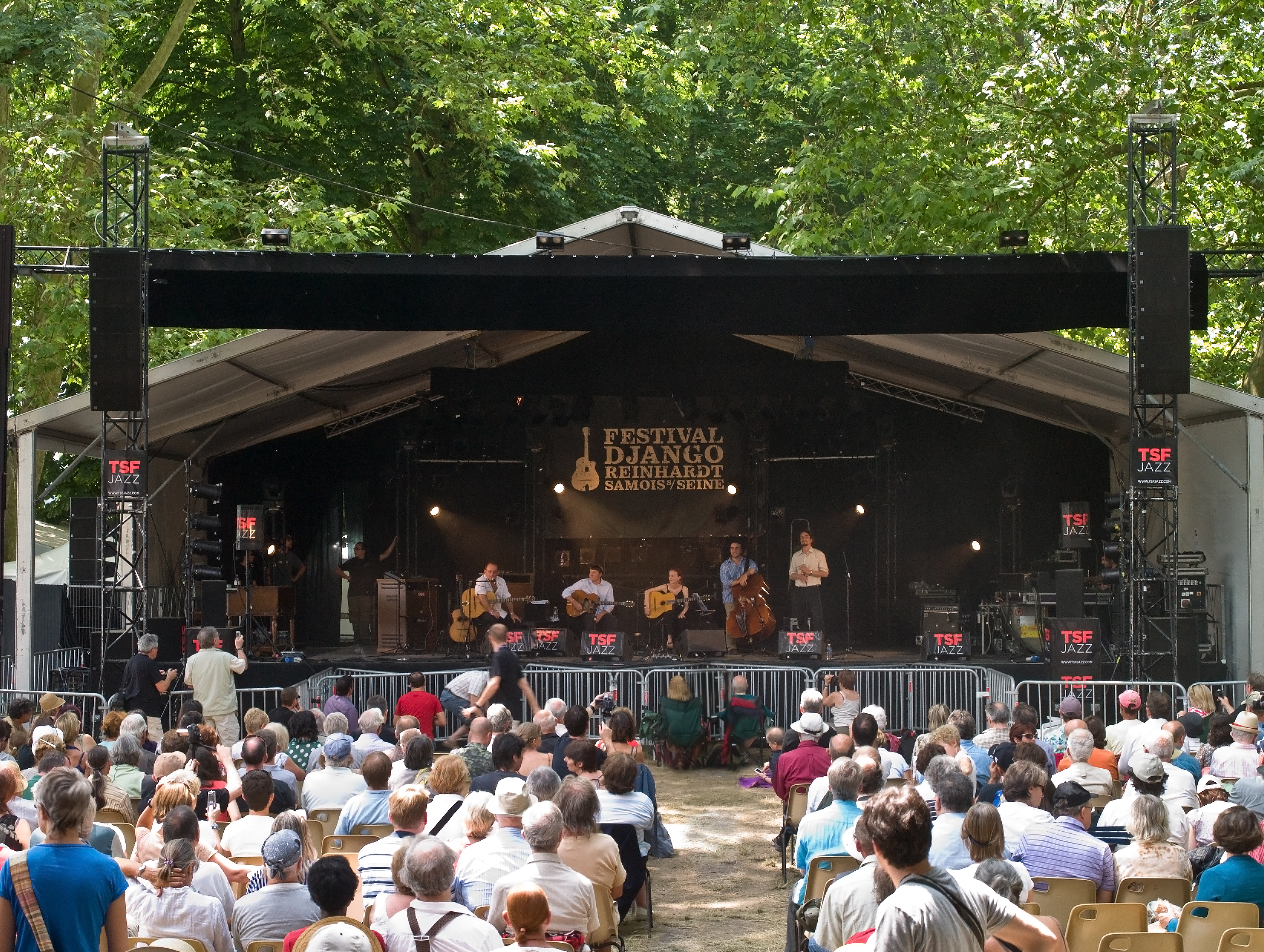
在薩穆瓦敘爾塞納舉辦的金格·萊恩哈特音樂節

現代遵循金格（爵士熱潮）傳統的吉普賽爵士樂手，如每年在法國的薩穆瓦敘爾塞納舉辦的金格萊恩哈特音樂節中演出的樂手，包含金格的孫子David Reinhardt、Dorado Schmitt、Tchavolo Schmitt、Jon Larsen、Angelo Debarre、Babik Reinhardt、Dario Pinelli、John Jorgenson、Samson Schmitt、Stephane Wrembel、Biréli Lagrène和Florin Niculescu。過去，Mondine Garcia和Didi Duprat這些樂手也是常客。爵士歌手Cyrille Aimée則是從吉普賽爵士開始扎根發展。

### 德國
德國的吉普賽爵士樂手，包含了Joscho Stephan、Wawau Adle和Lulu Weiss所屬的樂團。在布爾格坦舉辦的金格音樂節，由Eberhard Tscheuschner發起。類似的活動包含每年在奥格斯堡舉辦的紀念金格音樂節（由Bernhard Gierstl籌辦）、在布爾格坦或紐倫堡的金格音樂節，和在希尔德斯海姆和科布倫茨舉辦的辛提音樂節。扎根於亞琛和馬斯特里赫特的馬埃吉普賽演奏風格，對德國的吉普賽爵士有決定性的影響。

### 愛爾蘭
愛爾蘭的吉普賽爵士樂手，如The Hot Club of Dublin（包含客座樂手Koshka's Oleg Ponomarev）、Ian Date、Locoswing和The Tolka Hot Club都是演出的常客。愛爾蘭第一屆的吉普賽爵士音樂節” Cloughtoberfest”，於2011年於蒂珀雷里郡的Cloughjordan舉辦。2016年10月28日到10月30日，還有一個吉普賽爵士音樂節，會在多尼戈爾郡的Ramelton舉辦。這個音樂節叫「藍儂河上的金格」，因為舉辦地點就座落於藍儂河上。出演樂手包含法國吉普賽吉他手Romane，和義大利的達里奧那不勒斯三重奏。這個音樂節由多尼戈爾郡的吉普賽爵士樂團“La Pompe”籌辦。

### 馬爾他
小提琴家George Curmi l-Puse、手風琴家Yuri Charyguine、吉他手Joshua Bray、Steve Delia d-Delli和貝斯手Anthony Saliba l-Fesu在2014年成立了Hot Club Of Valletta。他們在2014到2015年間，在瓦萊塔和周邊地區現場演出，有時會演奏吉普賽爵士。

### 荷蘭
荷蘭現代的吉普賽爵士樂手，包含羅森堡三重奏的Stochelo Rosenberg、Jimmy Rosenberg、Paulus Schäfer和Tim Kliphuis。
荷蘭的辛提裔吉普賽吉他手在彈奏時，使用具高識別的抖音技巧、音色及富含旋律的即興，而使用這種技巧的人，都從吉普賽爵士的「荷蘭學校」學習這種技巧。

### 羅馬尼亞
吉普賽爵士約從1980年開始，藉由民俗流行樂中的muzică bănăţeană（即巴納特風音樂），在羅馬尼亞盛行直到今天。當地用不同的形式演奏lăutari（吉普賽民俗樂）。在巴納特風音樂中，有些傳統樂器（柯布扎和辛巴龍）被電吉他與合成器取代，其他仍繼續使用（小提琴、手風琴、中音薩克斯風和塔羅加多管），因此創造了一種不拘一格的音色（除了未預期的音色組合，各樂器迥異的織體組合也是一大特色）。演出的曲目融合了Café-chantant（直譯為餐廳中表演的音樂）、老派的爵士經典曲、民俗樂和民俗流行樂。西方的吉普賽爵士風格在當地大多被sârbă節奏重新詮釋，其實這種節奏與西方非常接近，但主奏樂器的切分音使用時機不同。幾年來，巴納特風音樂逐漸納入馬尼亞節奏，使得演奏時更像在為扭扭舞伴奏，不過並沒有取代sârbă節奏。
巴納特風音樂在1980年代被政治封殺，只有未發行的錄音作品存留下來。羅馬尼亞文化部表示，這種音樂被禁是因為它不純正，威脅到傳統的國家民俗樂。然而其他吉普賽民俗樂lăutari的音樂家，可以在羅馬尼亞共產黨下錄音和表演。在1989年羅馬尼亞革命後，許多先前不被允許在國家錄音廠牌Electrecord下錄音的音樂家，得以發行他們的作品。但那種不拘一格的吉普賽爵士風格，轉變成了”manele”——既不是源自吉普賽民俗樂，也不是爵士樂或其他已知樂風的一種風格。有許多manele的演奏者創造了混合的風格，混雜了不同的音符和節奏。
1970年出生於布加勒斯特的Damian Draghici，是羅馬尼亞排簫的演奏家。2006年時，他組了樂團“Damian & Brothers – Filarmonika Rromanes”。2009年3月20日，他於「人人享有平等機會的歐洲年」會議中，被羅馬尼亞的總統任命為羅馬尼亞的羅姆人代表。2009年12月17日，在三年間於歐洲舉辦了600場演出後，他和樂團在布加勒斯特舉辦了一場4000人的最後一場表演。

### 斯堪的納維亞半島
挪威每年會舉辦金格音樂節，而Jon Larsen 所屬的Hot Club de Norvège樂團也扎根於此。吉普賽爵士吉他手Andreas Öberg在瑞典發展他的音樂事業，吉普賽吉他製琴師Ari-Jukka Luomaranta（品牌名稱：AJL吉他）在芬蘭發展，並且他自己有一個樂團Hot club de Finlande，與來自歐洲地區的樂手一同演出。

### 南非
南非的吉普賽爵士樂團，包括了Hot Club d'Afrique、Manouche和Skabengas。

### 西班牙
吉普賽爵士普遍受到西班牙吉普賽人的音樂影響，而Jean "Poulette" Castro對金格也有相當的影響。現代的西班牙樂手包含了Biel Ballester。

### 英國
英國的吉普賽爵士樂手，包含了與Stephane Grappelli合作演出的Diz Disley。
在倫敦巴特錫的Le QuecumBar音樂酒吧，被公認為英國的吉普賽爵士大本營。這間酒吧於13年前建立，在那邊可以遇到許多辛提和羅姆音樂家，也可以遇到其他非羅姆人的吉普賽爵士樂手。這間酒吧的常客有Hank Marvin、Stochelo Rosenberg、John Jorgenson、 Tcha Limberger、Dave Kelbie、Angelo Debarre和Stephane Wrembrel。這間酒吧甚至有自己的錄音廠牌Le Q Records，特別錄製吉普賽爵士樂的作品。這個廠牌目前已發行了八張錄音作品，而第九張正在錄製中。
John Etheridge將融合爵士樂與吉普賽爵士結合。Martin Taylor與Stephane Grappelli為一個雷諾汽車的電視廣告，合作演出了一首金格風格的曲子Johnny and Mary。Robin Nolan被George Harrison評為他最喜歡的吉他手。
「吉普賽爵士吉他音樂節」舉辦於1997到2000年。另外有一系列的音樂節“L'Esprit Manouche”從2003到2005年在伯明罕共襄盛舉。
2015年在北威爾斯的Menai Bridge舉辦了"March Manouche"音樂節。

### 美國

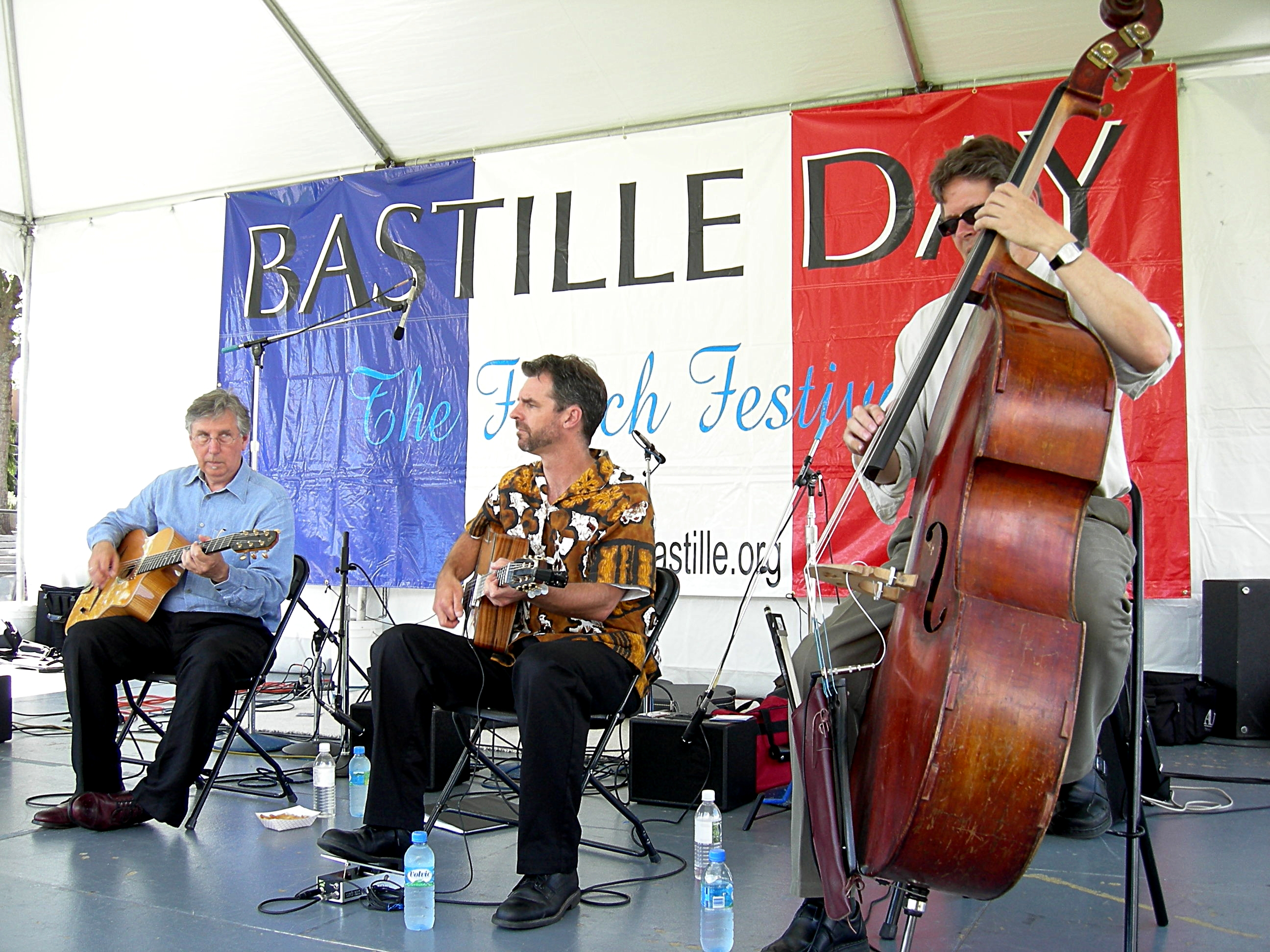
在法國國慶日活動演出的Pearl Django

Django in June是一個長達一週的吉普賽爵士音樂營，在週末會有座談會與現場演出。這個營會創始於2004年，在美國麻薩諸塞州北安普敦的史密斯學院舉辦。
每年九月，西北金格音樂節會在華盛頓州蘭里的惠德貝島藝術中心舉行，通常會邀請John Jorgenson、羅森堡三重奏、Dan Hicks和Pearl Django等音樂家。為了響應第一屆的金格音樂節，Jazz Gitan樂團的吉他手Don Price，成立了美國第一個吉普賽爵士吉他同好會，並架設網站讓這種音樂在美國更廣為人知。
每年八月，紐約的林肯中心會在羅斯廳舉辦現場演出，而紐約的鳥園爵士俱樂部，在六月和十一月各會籌辦為期一週的現場演出。
在明尼蘇達州，吉他手兼作曲家Reynold Philipsek會與East Side吉普賽爵士俱樂部、The Twin Cities Hot Club和Sidewalk Café一同演出。George Cole與他的樂團Vive Le Jazz已經進行過全國巡迴演出，最近一場於2008年在卡內基廳演出。他自創的作品，曾於葛萊美獎頒獎典禮中演出。他用的吉他，是金格於1940年間在法國巡迴時用的“Selmer 520”。
科羅拉多州的丹佛市，發起了一種混合吉普賽爵士與流行搖滾樂的樂風，叫做吉普賽搖滾。吉普賽搖滾樂團如Lost Caravan，加入了爵士鼓和主唱，為了呈現一種更現代、更具流行搖滾的風格。其中，特殊的節奏手法“La pompe”被爵士鼓所取代。
洛杉磯樂團Gypsybilly將吉普賽爵士吉他，與洛卡比里吉他結合。